# Antennella kiwiana
Antennella kiwiana is een hydroïdpoliep uit de familie Halopterididae. De poliep komt uit het geslacht Antennella. Antennella kiwiana werd in 1997 voor het eerst wetenschappelijk beschreven door Schuchert. 